# دينيس بالان
دينيس بالان (بالأوكرانية: Балан Денис Дмитрович)‏ هو لاعب كرة قدم أوكراني في مركز الدفاع، ولد في 18 أغسطس 1993 في أوديسا في أوكرانيا. لعب مع نادي دنيبرو دنيبروبتروفسك.

## وصلات خارجية
- دينيس بالان على موقع اتحاد أوكرانيا (الإنجليزية)
- دينيس بالان على موقع قاعدة بيانات كرة القدم.إي يو (الإنجليزية)
- دينيس بالان على موقع Soccerway.com (الإنجليزية)
- دينيس بالان على موقع عالم كرة القدم.نت (الإنجليزية)